# (21678) Lindner
(21678) Lindner est un astéroïde de la ceinture principale.

## Description
(21678) Lindner est un astéroïde de la ceinture principale. Il fut découvert le 5 septembre 1999 à Drebach par Gerhard Lehmann et Jens Kandler. Il présente une orbite caractérisée par un demi-grand axe de 2,55 UA, une excentricité de 0,15 et une inclinaison de 7,6° par rapport à l'écliptique.

## Compléments